# 俞通源
俞通源（？—1389年），字百川，巢县人（今安徽巢湖市）人，明朝军事将领，俞通海弟。南安侯。
其早年跟从徐达进攻中原，后与副將軍馮勝会师太原，后渡黄河，攻破鹿台、鳳翔、鞏昌、涇州，并守卫開城。后張良臣叛变，其与傅友德等人一同围城。后与大军攻破慶陽、定西、興元等。洪武三年封南安侯。后跟随廖永忠进攻四川、跟随徐达出战漠北、平定甘肃。后进攻云南，平定广西叛乱。洪武二十二年返乡，未行先死。儿子俞祖因病未能嗣爵。